# Ladomirov
Ladomirov (in ungherese Ladomér) è un comune della Slovacchia facente parte del distretto di Snina, nella regione di Prešov.